# Ravenna Football Club 1913 2019-2020
Questa voce raccoglie le informazioni riguardanti il Ravenna Football Club 1913 nelle competizioni ufficiali della stagione 2019-2020.

## Stagione
Nella stagione 2019-2020 il Ravenna allenato da Luciano Foschi, disputa il girone B del campionato di Serie C, un torneo che non si è potuto concludere per l'aggravarsi della Pandemia Covid-19, sospeso a febbraio, viene omologato l'8 giugno 2020 dal Consiglio Federale, che promuove le tre squadre che guidavano i tre gironi al momento della sospensione, e decide di far disputare Play-off per designare la quarta promossa, ed i Play-out per designare le retrocesse in Serie D. Il Ravenna al momento della sospensione con 27 punti era terz'ultimo. Per mantenere la categoria deve disputare il Play-out per stabilire la seconda retrocessa, che deve accompagnare il Rimini retrocesso diretto. A quattro mesi dalla sospensione il Ravenna il 27 giugno affronta il Fano nell'andata del Play-out, i marchigiani si impongono (2-0), nel ritorno al Benelli il Fano vince ancora (0-1), così il Ravenna retrocede in Serie D con l'Arzignano che ha perso il Play-out con l'Imolese. A distanza di poche settimane dalla retrocessione sul campo, il Ravenna viene ripescato nel campionato di Serie C 2020-2021. Il Ravenna partecipa anche alla Coppa Italia nazionale dove nel primo turno supera la Sanremese (1-0), poi nel secondo turno pareggia (1-1) dopo i tempi supplementari al Bentegodi con il Chievo, ma viene eliminato dai clivensi ai calci di rigore (3-1). Mentre nella Coppa Italia di Serie C il Ravenna esce nei sedicesimi, superato (2-4) dal Cesena.

## Divise e sponsor
Lo sponsor tecnico per la stagione 2019-2020 è Macron. Sul fronte delle maglie da gioco sono presenti i main sponsor Sapir, NTA e RavennaGym, mentre al di sotto della numerazione posteriore è posto il marchio HD - Rare and Unique.

## Organigramma societario
Area direttiva
- Presidente: Alessandro Brunelli
- Presidente Onorario: Giorgio Bartolini
- Vice Presidente: Simone Campajola
- Consigliere: Ermanno Cicognani, Luca Grilli, Clementino Morigi, Massimo Mazzavillani, Maurizio Rivalta
- Direttore Generale: Claudia Zignani
- Segretario: Giannino Sanna

Area comunicazione e marketing
- Responsabile Marketing e Comunicazione: Luca Zignani
- Responsabile Ufficio Stampa: Riccardo Romani
- Addetto Stampa: Luca Zignani
- Responsabile Organizzativo: Gianluca Sanna

Area sportiva
- Direttore Sportivo: Matteo Sabbadini
- Team Manager: Pietro Sarti

Area tecnica
- Allenatore: Luciano Foschi
- Vice Allenatore: Marcello Montanari
- Preparatore Portieri: Rocco Crea
- Responsabile Preparazione Atletica: Giovanni De Maiti
- Preparatore Atletico: Luca Coralli

Area sanitaria
- Responsabile Sanitario: Franco Cavaliere
- Operatore Sanitario: Primo Bonetti
- Massaggiatori: Primo Bonetti, Stefano Rambelli

## Rosa
| N. |                   | Ruolo | Calciatore         |
| -- | ----------------- | ----- | ------------------ |
| 1  | Italia (bandiera) | P     | Andrea Spurio      |
| 2  | Italia (bandiera) | D     | Davide Grassini    |
| 3  | Italia (bandiera) | D     | Niccolò Ricchi     |
| 4  | Italia (bandiera) | D     | Stefano Pellizzari |
| 5  | Italia (bandiera) | D     | Matteo Ronchi      |
| 7  | Italia (bandiera) | A     | Simone Raffini     |
| 8  | Italia (bandiera) | C     | Carlo Martorelli   |
| 9  | Italia (bandiera) | A     | Manuel Nocciolini  |
| 10 | Italia (bandiera) | C     | Alfonso Selleri    |
| 11 | Italia (bandiera) | D     | Ermes Purro        |
| 14 | Italia (bandiera) | D     | Emanuele Maltoni   |
| 15 | Italia (bandiera) | A     | Michael D'Eramo    |
| 17 | Italia (bandiera) | D     | Giacomo Nigretti   |

| N. |                    | Ruolo | Calciatore           |
| -- | ------------------ | ----- | -------------------- |
| 18 | Belgio (bandiera)  | A     | Benjamin Mokulu      |
| 19 | Polonia (bandiera) | A     | Szymon Fyda          |
| 20 | Italia (bandiera)  | C     | Enrico Sabba         |
| 21 | Italia (bandiera)  | C     | Marco Fiorani        |
| 22 | Italia (bandiera)  | P     | Matteo Cincilla      |
| 23 | Italia (bandiera)  | D     | Alex Sirri           |
| 24 | Italia (bandiera)  | C     | Vincenzo Mustacciolo |
| 25 | Italia (bandiera)  | D     | William Jidayi       |
| 26 | Italia (bandiera)  | A     | Giuseppe Giovinco    |
| 27 | Italia (bandiera)  | C     | Salvatore Papa       |
| 32 | Italia (bandiera)  | C     | Filippo Lora         |
| 34 | Italia (bandiera)  | D     | Cristian Cauz        |
|    | Italia (bandiera)  | C     | Simone Mancini       |

## Risultati

### Serie C

#### Girone di andata
| Arbitro: | Di Marco (Ciampino) |

|                                 |           |              |
| Petrucci 2’ Bacio Terracino 35’ | Marcatori | 70’ Giovinco |

| Arbitro: | Ricci (Firenze) |

|                |           |                        |
| Nocciolini 64’ | Marcatori | 55’ Varone 81’ Lunetta |

| Arbitro: | Cosso (Reggio Calabria) |

|             |           |             |
| Barbuti 52’ | Marcatori | 9’ Giovinco |

| Arbitro: | Bordin (Bassano del Grappa) |

|                          |           |               |
| Giovinco 46’ D'Eramo 75’ | Marcatori | 90+6’ Tascini |

| Arbitro: | Emmanuele (Pisa) |

|              |           |  |
| Giovinco 60’ | Marcatori |  |

| Arbitro: | Cascone (Nocera Inferiore) |

|                           |           |          |
| Paponi 14’, 67’ Cacia 63’ | Marcatori | 60’ Lora |

| Arbitro: | Caldara (Como) |

|  |           |                   |
|  | Marcatori | 16’, 50’ Frediani |

| Arbitro: | Giaccaglia (Jesi) |

|  |           |                  |
|  | Marcatori | 90+3’ Nocciolini |

| Arbitro: | Gualtieri (Asti) |

|             |           |                            |
| Pesenti 81’ | Marcatori | 56’ (rig.), 65’ Nocciolini |

| Arbitro: | Cavaliere (Paola) |

|           |           |                       |
| Purro 26’ | Marcatori | 17’ Bonalumi 72’ Cais |

| Arbitro: | Fiero (Pistoia) |

|                            |           |  |
| Danti 6’ Magrassi 16’, 50’ | Marcatori |  |

| Arbitro: | Fontani (Siena) |

|                |           |            |
| Nocciolini 45’ | Marcatori | 50’ Valeri |

| Arbitro: | Saia (Palermo) |

|                                     |           |                 |
| Rossoni 9’ Biasci 36’, 70’ Vano 47’ | Marcatori | 61’ (aut.) Ligi |

| Arbitro: | Garofalo (Torre del Greco) |

|                       |           |                         |
| Nocciolini 44’ (rig.) | Marcatori | 7’, 23’ And. Caracciolo |

| Arbitro: | Meraviglia (Pistoia) |

|                 |           |  |
| Cappelletti 71’ | Marcatori |  |

| Arbitro: | Paterna (Teramo) |

|                                     |           |                                |
| Papa 35’ Pellizzari 40’ Raffini 75’ | Marcatori | 23’ Muñoz 37’ Sbaffo 63’ Maini |

| Arbitro: | Giaccaglia (Jesi) |

|             |           |                          |
| Zamparo 30’ | Marcatori | 70’ Giovinco 72’ D'Eramo |

| Arbitro: | Monaldi (Macerata) |

|  |           |                                      |
|  | Marcatori | 11’ (rig.) T. Morosini 45’ Mazzocchi |

| Arbitro: | Virgilio (Trapani) |

|                       |           |  |
| Spagnoli 48’ Zaro 63’ | Marcatori |  |

#### Girone di ritorno
| Arbitro: | Costanza (Agrigento) |

|           |           |  |
| Caidi 56’ | Marcatori |  |

| Arbitro: | Rutella (Enna) |

|                                    |           |                |
| Marchi 34’ Kargbo 56’ Scappini 80’ | Marcatori | 64’ Nocciolini |

| Arbitro: | Nicolini (Brescia) |

|              |           |            |
| Giovinco 57’ | Marcatori | 3’ Carpani |

| Pesaro 26 gennaio 2020, ore 15:00 CET 23ª giornata | Vis Pesaro          | 0 – 0 referto | Ravenna | Stadio Tonino Benelli (1304 spett.)\| Arbitro: \| Di Marco (Ciampino) \| |
| Arbitro:                                           | Di Marco (Ciampino) |               |         |                                                                          |

| Arbitro: | Paterna (Teramo) |

|                  |           |            |
| Chinellato 90+4’ | Marcatori | 22’ Mokulu |

| Arbitro: | Moriconi (Roma) |

|  |           |                 |
|  | Marcatori | 47’ Della Latta |

| Arbitro: | Bordin (Bassano del Grappa) |

|           |           |                           |
| Miceli 3’ | Marcatori | 40’ Nocciolini 74’ Mokulu |

| Arbitro: | Pashuku (Albano Laziale) |

|  |           |           |
|  | Marcatori | 72’ Gomez |

| Ravenna 2020, ore CET 28ª giornata | Ravenna | – | Padova | Stadio Bruno Benelli |

| Vicenza 2020, ore CET 29ª giornata | Arzignano Valchiampo | – | Ravenna | Stadio Romeo Menti |

| Ravenna 2020, ore CEST 30ª giornata | Ravenna | – | Virtus Verona | Stadio Bruno Benelli |

| Cesena 2020, ore CEST 31ª giornata | Cesena | – | Ravenna | Orogel Stadium-Dino Manuzzi |

| Ravenna 2020, ore CEST 32ª giornata | Ravenna | – | Carpi | Stadio Bruno Benelli |

| Salò 2020, ore CEST 33ª giornata | Feralpisalò | – | Ravenna | Stadio Lino Turina |

| Ravenna 2020, ore CEST 34ª giornata | Ravenna | – | L.R. Vicenza | Stadio Bruno Benelli |

| Gubbio 2020, ore CEST 35ª giornata | Gubbio | – | Ravenna | Stadio Pietro Barbetti |

| Ravenna 2020, ore CEST 36ª giornata | Ravenna | – | Rimini | Stadio Bruno Benelli |

| Bolzano 2020, ore CEST 37ª giornata | Südtirol | – | Ravenna | Stadio Druso |

| Ravenna 2020, ore CEST 38ª giornata | Ravenna | – | Modena | Stadio Bruno Benelli |

### Coppa Italia

#### Turni eliminatori
| Arbitro: | Monaldi (Macerata) |

|            |           |  |
| Raffini 8’ | Marcatori |  |

| Arbitro: | Ros (Pordenone) |

|                                     |                      |                               |
| Meggiorini 23’                      | Marcatori            | 62’ Raffini                   |
| Karamoko Leverbe Esposito Rodríguez | Tiri di rigore 3 – 1 | Ronchi Ricchi Pellizzari Fyda |

### Coppa Italia Serie C
| Arbitro: | Bitonti (Bologna) |

|                            |           |                                           |
| Nocciolini 17’ Fiorani 26’ | Marcatori | 6’, 9’ Giraudo 7’ Franco 41’ (rig.) Sarao |

## Statistiche

### Statistiche di squadra
Statistiche aggiornate al 23 febbraio 2020.
| Competizione         | Punti         | In casa | In casa | In casa | In casa | In casa | In casa | In trasferta | In trasferta | In trasferta | In trasferta | In trasferta | In trasferta | Totale | Totale | Totale | Totale | Totale | Totale | D.R. |
| Competizione         | Punti         | G       | V       | N       | P       | Gf      | Gs      | G            | V            | N            | P            | Gf           | Gs           | G      | V      | N      | P      | Gf     | Gs     | D.R. |
| -------------------- | ------------- | ------- | ------- | ------- | ------- | ------- | ------- | ------------ | ------------ | ------------ | ------------ | ------------ | ------------ | ------ | ------ | ------ | ------ | ------ | ------ | ---- |
| Serie C              | 27            | 13      | 3       | 3       | 7       | 12      | 18      | 14           | 4            | 3            | 7            | 13           | 23           | 27     | 7      | 6      | 14     | 25     | 41     | -16  |
| Coppa Italia         | Secondo Turno | 1       | 1       | 0       | 0       | 1       | 0       | 1            | 0            | 1            | 0            | 1            | 1            | 2      | 1      | 1      | 0      | 2      | 1      | +1   |
| Coppa Italia Serie C | Sedicesimi    | 1       | 0       | 0       | 1       | 2       | 4       | 0            | 0            | 0            | 0            | 0            | 0            | 1      | 0      | 0      | 1      | 2      | 4      | -2   |
| Totale               | 27            | 15      | 4       | 3       | 8       | 15      | 22      | 15           | 4            | 4            | 7            | 14           | 24           | 30     | 8      | 7      | 15     | 29     | 46     | -17  |

### Andamento in campionato
| Giornata  | 1  | 2  | 3  | 4  | 5 | 6  | 7  | 8  | 9 | 10 | 11 | 12 | 13 | 14 | 15 | 16 | 17 | 18 | 19 | 20 | 21 | 22 | 23 | 24 | 25 | 26 | 27 | 28 | 29 | 30 | 31 | 32 | 33 | 34 | 35 | 36 | 37 | 38 |
| --------- | -- | -- | -- | -- | - | -- | -- | -- | - | -- | -- | -- | -- | -- | -- | -- | -- | -- | -- | -- | -- | -- | -- | -- | -- | -- | -- | -- | -- | -- | -- | -- | -- | -- | -- | -- | -- | -- |
| Luogo     | T  | C  | T  | C  | C | T  | C  | T  | T | C  | T  | C  | T  | C  | T  | C  | T  | C  | T  | C  | T  | C  | T  | T  | C  | T  | C  | C  | T  | C  | T  | C  | T  | C  | T  | C  | T  | C  |
| Risultato | P  | P  | N  | V  | V | P  | P  | V  | V | P  | P  | N  | P  | P  | P  | N  | V  | P  | P  | V  | P  | N  | N  | N  | P  | V  | P  |    |    |    |    |    |    |    |    |    |    |    |
| Posizione | 15 | 18 | 17 | 12 | 8 | 12 | 14 | 11 | 9 | 11 | 13 | 13 | 13 | 14 | 15 | 14 | 14 | 14 | 15 | 13 | 16 | 15 | 16 | 16 | 16 | 15 | 16 |    |    |    |    |    |    |    |    |    |    |    |

Fonte:  Serie C - Girone B, su calcio.com. URL consultato il 14 aprile 2020 (archiviato dall'url originale il 6 aprile 2020).
Legenda:

Luogo: C = Casa; T = Trasferta. Risultato: V = Vittoria; N = Pareggio; P = Sconfitta.